# Brand (Gemeinde Brand-Nagelberg)
Brand (tschechisch Lomy) ist eine Ortschaft und eine Katastralgemeinde der Gemeinde Brand-Nagelberg im Bezirk Gmünd in Niederösterreich mit 447 Einwohnern (Stand 1. Jänner 2024).

## Geografie
Das Dorf liegt im Norden des Gemeindegebietes in einer Rodungsinsel. Durch den Ort führt die Landesstraße L62, von der mehrere Nebenstraßen abzweigen. Zur Ortschaft zählen auch die Streusiedlungen Brandteichhäuser und Lunkowitzhäuser sowie das Jagdhaus Lindenmeier. 
Am 1. April 2020 umfasste die Ortschaft 240 Adressen.

## Einwohnerentwicklung
Bei der ersten Volkszählung in Österreich-Ungarn im Jahr 1869 wurden 720 Personen in Brand gezählt. In den nachfolgenden Jahrzehnten nahm die Bevölkerung kontinuierlich ab und erreichte 596 Einwohner im Jahr 1951. Auch in der 2. Hälfte des 20. Jahrhunderts sank die Zahl der Bewohner stetig und am 1. Jänner 2024 zählte die Ortschaft nurmehr 447 Einwohner.

## Geschichte
Am 10. Juni 1666 wütete ein Brand im Waldgebiet der Herrschaft Heidenreichstein. Der verkohlte Waldboden wurde von der Grundherrschaft in Parzellen geteilt und verkauft, womit in den darauffolgenden Jahrzehnten eine Streusiedlung entstand, die Brand genannt und 1686 erstmals urkundlich erwähnt wurde. Mit der josephinischen Pfarrreform wurde 1784 in Brand eine eigene Pfarre eingerichtet und danach eine Schule. 1822 wurde der Ort als Amt mit 66 Häusern genannt, das über eine Pfarre und eine Schule verfügte. Die Herrschaft Heidenreichstein besaß die Ortsobrigkeit, übte die Landgerichtsbarkeit aus, besorgte die Konskription und hatte die Grundherrschaft inne. 1850 konstituierte sich Brand mit Nagelberg zu einer eigenen Gemeinde. Noch zur Mitte des 19. Jahrhunderts war Brand ein größtenteils tschechischsprachiger Ort.
Laut Adressbuch von Österreich waren im Jahr 1938 in der Ortsgemeinde Brand ein Arzt, zwei Bäcker, drei Fleischer, ein Friseur, sechs Gastwirte, fünf Gemischtwarenhändler, ein Holzhändler, ein Korbflechter, zwei Schmiede, zwei Schneider und eine Schneiderin, zwei Schuster, vier Tischler, zwei Viehhändler und einige Landwirte ansässig. Außerdem wurde Moorerde abgebaut und vertrieben.
Gegen Ende des Zweiten Weltkrieges wurden zwischen Juli und Oktober 1944 ungarische Juden als Zwangsarbeiter bei der Kanalisierung herangezogen.

## Siedlungsentwicklung
Zum Jahreswechsel 1979/1980 befanden sich in der Katastralgemeinde Brand insgesamt 153 Bauflächen mit 65.628 m² und 71 Gärten auf 37.994 m², 1989/1990 waren es 250 Bauflächen. 1999/2000 war die Zahl der Bauflächen auf 646 angewachsen und 2009/2010 waren es 289 Gebäude auf 636 Bauflächen.

## Öffentliche Einrichtungen
In Brand gibt es einen Kindergarten.

## Landwirtschaft
Die Katastralgemeinde ist landwirtschaftlich geprägt. 408 Hektar wurden zum Jahreswechsel 1979/1980 landwirtschaftlich genutzt und 46 Hektar waren forstwirtschaftlich geführte Waldflächen. 1999/2000 wurde auf 345 Hektar Landwirtschaft betrieben und 69 Hektar waren als forstwirtschaftlich genutzte Flächen ausgewiesen. Ende 2018 waren 335 Hektar als landwirtschaftliche Flächen genutzt und Forstwirtschaft wurde auf 72 Hektar betrieben. Die durchschnittliche Bodenklimazahl von Brand beträgt 18,1 (Stand 2010).

## Sehenswürdigkeiten
- Pfarrkirche Brand bei Gmünd

## Verkehr
In Brand befindet sich eine Station der Waldviertler Schmalspurbahnen. Durch den Ort verläuft auch der Eisenwurzenweg, ein österreichischer Weitwanderweg.